# Ліпники (Островський повіт)
Ліпники (пол. Lipniki) — село в Польщі, у гміні Острув-Мазовецька Островського повіту Мазовецького воєводства.
Населення — 28 осіб (2011).
У 1975-1998 роках село належало до Остроленцького воєводства.

## Демографія
Демографічна структура станом на 31 березня 2011 року:
|          | Загалом | Допрацездатний вік | Працездатний вік | Постпрацездатний вік |
| -------- | ------- | ------------------ | ---------------- | -------------------- |
| Чоловіки | 14      | 3                  | 8                | 3                    |
| Жінки    | 14      | 3                  | 5                | 6                    |
| Разом    | 28      | 6                  | 13               | 9                    |